# Barské vévodství
Barské hrabství, později v roce 1354 povýšeno na vévodství (francouzsky Comté / Duché de Bar, německy Grafschaft / Herzogtum Bar, latinsky Barensis Comitatus / Ducatus), se rozkládalo mezi řekami Moselou a Mázou. Existovalo mezi lety 1354–1766 jako součást Svaté říše římské. Od roku 1480 byl barský vévoda také vévodou lotrinským.

## Historie

### Barské vévodství

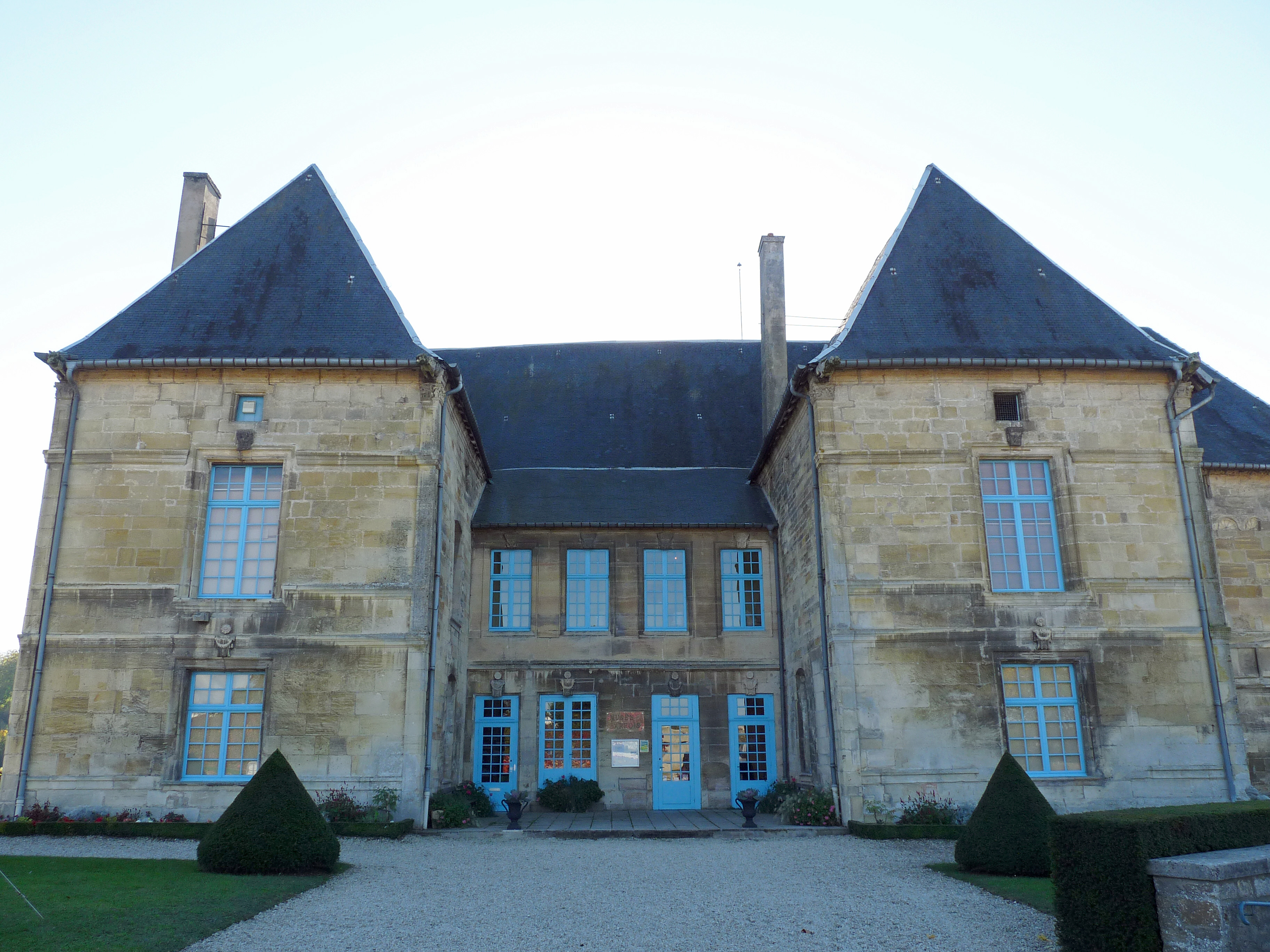
Někdejší vévodský palác v Bar-le-Duc

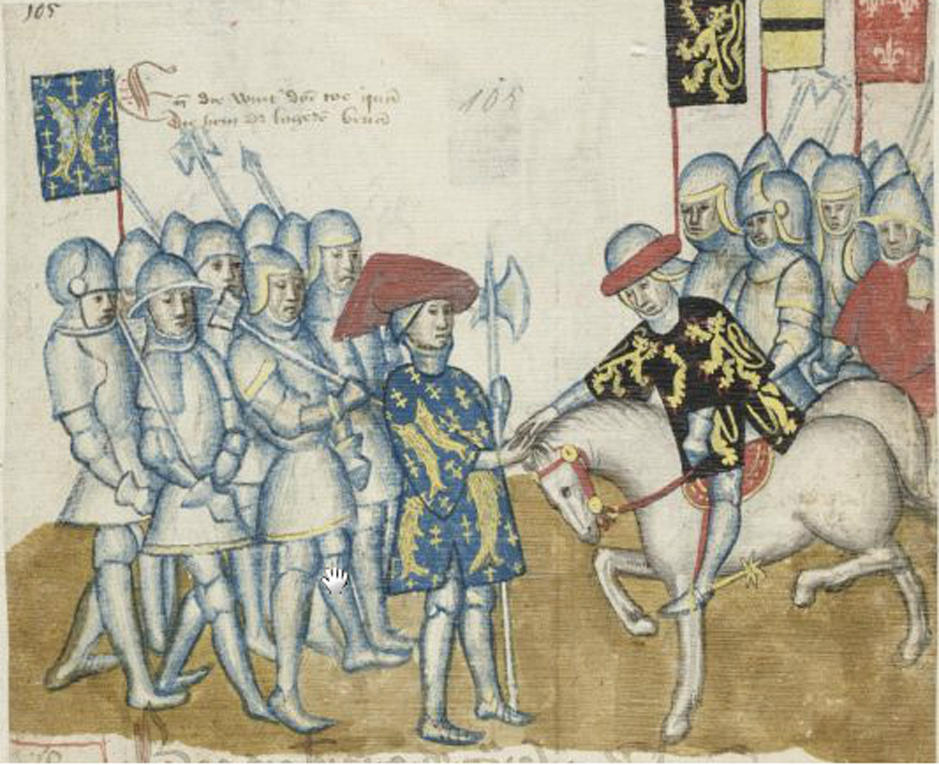
Setkání vévody barského s vévodou brabantským

Barské vévodství „vzniklo“ v roce 1354 povýšením Barského hrabství císařem Svaté říše římské Karlem IV. Prvním vévodou se takto stal dosavadní hrabě Robert, vnuk francouzského krále Jana II.
Robertův syn Eduard III. zemřel roku 1415 v bitvě u Azincourtu a protože zůstal bezdětný (bez manželských potomků) přešlo vévodství na jeho bratra kardinála Ludvíka. Ten dojednal sňatek svého prasynovce Reného I. († 1480), kterému v roce 1420 předal vládu nad Barským vévodstvím, s Izabelou († 1453), dědičkou Lotrinského vévodství.
Smlouvou z Foug bylo dáno, že jejich potomci budou vládnout nad oběma vévodstvími, aniž by ta ztratila svou nezávislost.
Po smrti Izabely se lotrinským vévodou stal syn Jan II. a poté vnuk Mikuláš († 1473). Vlády nad oběma vévodstvími se ujala až v roce 1480 Izabelina dcera Jolanda, která byla od roku 1473 lotrinskou vévodkyní.
Za vlády Jolandina syna Reného II. došlo v roce 1483 ke ztrátě panství Bainville-aux-Miroirs a Châtel-sur-Moselle ve prospěch Francouzského království.
Mezi lety 1634 až 1697 bylo vévodství střídavě pod vládou vévody a okupováno francouzskou armádou, až se nakonec stalo součástí Francouzského království. Jiskřička "nezávislosti" vévodství na Francii se objevila v roce 1738 na základě Vídeňského míru, kdy král Ludvík XV. svěřil vládu nad Lotrinským i Barským vévodstvím svému tchánovi Stanisławu Leszczyńskému jako kompenzaci za zřeknutí se polského trůnu. Po jeho smrti v roce 1766 se opět obě vévodství stala součástí království.

## Seznam barských panovníků

Znaky barských hrabat a vévodů:
Montbéliardové-Scarpone (hrabství)
Montbéliardové-Scarpone (vévodství)
Valois-Anjouovci
Lotrinsko-Vaudémontští
Leszczyńští

### Vévodové z rodu Montbéliardů neboli Scarponnois-Barských (1354–1420)
- 1352–1411: Robert I. (1344–1411), od roku 1352 barský hrabě
- 1411–1415: Eduard III. (1377–1415)
- 1415–1420: Ludvík († asi 1431), verdunský a chalonský biskup, kardinál

### Vévodové z Anjouovské dynastie (1420–1480)
- 1420–1480: René I. Dobrý (1409–1480), neapolský král, vévoda z Anjou, hrabě z Provence a manžel lotrinské vévodkyně Izabely I.
- 1480: Jolanda (1428–1483), manžel hrabě Fridrich II. z Vaudémontu

### Vévodové z Lotrinsko-Vaudémontské dynastie (1480–1729)
- 1480–1508: René II. (1451–1508)
- 1508–1544: Antonín Dobrý (1489–1544)
- 1544–1545: František I. (1517–1545)
- 1545–1608: Karel III. (1543–1608), do roku 1559 vládli regenti
  1. 1545–1552: regentka Kristina Dánská
  2. 1552–1559: regent Mikuláš, vévoda Mercoeurský
- 1608–1624: Jindřich II. Dobrý (1563–1624)
- 1624–1625: Nikola (1608–1657), dcera Jindřicha II. a manželka Karla IV.
- 1625–1632: František II., syn Karla III.
- 1625–1634: Karel IV. (1604–1675), syn Františka II.

#### Titulární vévodové
- 1634–1661: Mikuláš František (1609–1670), syn Františka II., 1634 odstoupil
- 1635–1641: francouzská okupace
- 1641–1641: Karel IV.
- 1641–1659: francouzská okupace
- 1659–1670: Karel IV.
- 1670–1697: francouzská okupace
- 1675–1690: Karel V. (1643–1690), syn Mikuláše Františka
- 1690–1729: Leopold Josef (1679–1729)

### Barským vévodou bývalý polský král
- 1738– 1766: Stanisław Leszczyński (1677–1766)